# رينيه موريل
رينيه موريل (بالفرنسية: René Morel)‏ هو ضابط فرنسي، ولد في 6 ديسمبر 1908، وتوفي في 8 مايو 1974.